# Qarqarçay
Der Qarqarçay (aserbaidschanisch), Karkar (armenisch Կարկառ, russisch Каркар) oder Karkartschai (russisch Каркарчай) ist ein rechter Nebenfluss der Kura in Aserbaidschan.
Der Qarqarçay entspringt an der Nordflanke des Böyük Kirs im südlichen Teil des Karabachgebirges. Er fließt anfangs in nördlicher Richtung durch das Bergland. Bei Şuşa durchströmt er eine Schlucht. Er fließt entlang dem östlichen Stadtrand von Stepanakert. Weiter nördlich passiert der Fluss die Orte Armenabad und Askeran. Der Qarqarçay verlässt anschließend das Bergland und durchfließt die Transkaukasische Senke in östlicher Richtung. Er fließt nordwestlich an der Stadt Ağcabədi vorbei und mündet schließlich in die Kura.
Der Qarqarçay hat eine Länge von 115 km. Er entwässert ein Areal von 1490 km². 